# Pargny-Filain
Pargny-Filain é uma comuna francesa na região administrativa de Altos da França, no departamento de Aisne. Estende-se por uma área de 5,01 km². Em 2010 a comuna tinha 260 habitantes (densidade: 51,9 hab./km²).